# Pere Puntí i Terra
Pere Puntí i Terra (l'Esperança, Gurb, Osona, 1880 - Vic, Osona, 1962) va ser un escultor, tallista i dibuixant català que va treballar tant en esglésies com per a particulars (Sant Antoni, Vic, col·lecció Orriols).
El 1893 entra com a aprenent al taller dels real, "Can Ral". Va estudiar a l'Escola de la Llotja de Barcelona. En la seva etapa de formació va ser deixeble d'Agustí Potelles i d'Eudald Brunet. Coincidint amb el servei militar, acudeix a l'acadèmia d'Enric Zubiri a l'escola d'arts i oficis d'aquesta localitat. S'estableix a Barcelona on estudia a l'escola de Belles Arts, combinant els estudis amb el treball al taller de la viuda Reixach.
El 1913 i degut a la manca de llibertat artística, torna a Vic on obre un taller propi amb el suport de mossèn Gudiol i el canonge Collell. L'any 1922 va començar treballant a l'Escola Municipal de Dibuix de Vic com auxiliar i, a partir de 1928, com a professor i director.
En la seva etapa com a professor de l'Escola Municipal, tingué com alumne a Bernat Ylla Bach (1916-1994).
Va participar en l'Exposició del Retrat i dibuix de la ciutat comtal (1910) i a la VI Mostra internacional de Belles Arts (1911).
L'escultor Josep Gudiol i Ricart va ser deixeble seu a l'acadèmia privada que Puntí va dirigir. Tant el seu fill Salvador (Vic 1909-1970) com el seu net Pere Puntí Costa (Vic 1937-2010) van seguir amb la tradició escultòrica.
L'obra de l'artista vigatà és, encara avui, molt present en la seva ciutat natal, i també es troba repartida per tota la comarca d'Osona. Un exemple el tenim a la Casa Costa, situada a la Plaça Major de Vic. Construïda l'any 1906 pel mestre d'obres Josep Ylla, és un edifici de planta baixa i quatre pisos que destaca per les seves grans dimensions. Pren força la decoració qui ha a les obertures, finestres i balcons amb motius escultòrics que hi donen gran riquesa. Les composicions escultòriques dels balcons de Pere Puntí del primer pis, representen els quatre estaments socials de l'època: la pagesia, la noblesa, l'església i els menestrals. A la mateixa casa, però per la banda de la Rambla Hospital, Puntí esculpí un Sant Josep.
Tornant a la Plaça Major de Vic, ens trobem amb un Sagrat Cor situat al nº10.
A la façana de la farinera catalana, ens trobem un Sant Jordi.
Al monestir de Sant Joan de les Abadesses, també hi trobem part de l'obra de Puntí en l'altar neogòtic que va acompanyar la imatge de Santa Maria la Blanca, quan el 1926 la imatge va ser traslladada a l'absis de la dreta.
També va esculpir les reproduccions dels capitells del Temple Romà de Vic, i de les seves mans va sortir l'escultura de Sant Miquel dels Sants a l'església de Sant Felip.
Cal dir que durant el 1936, part de la seva obra va ser destruïda.